# Georg III. (Anhalt-Plötzkau)

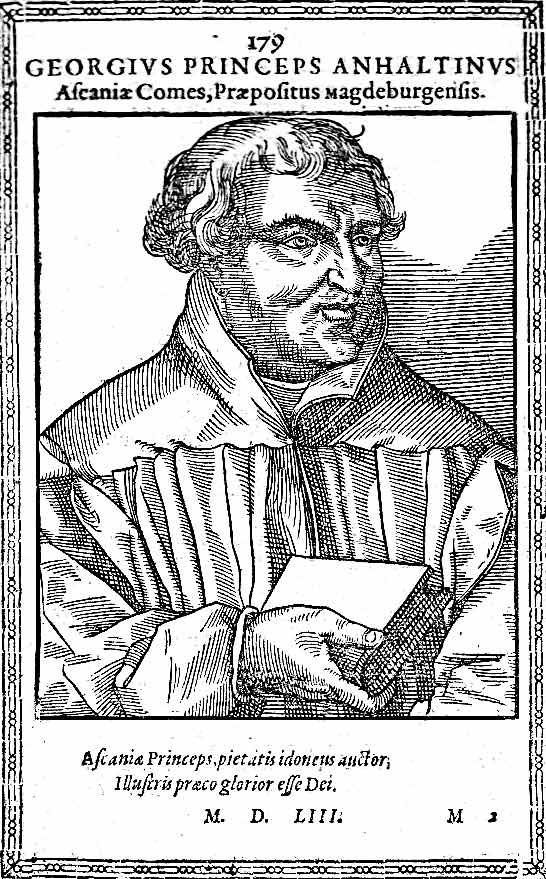
Georg III. von Anhalt-Dessau

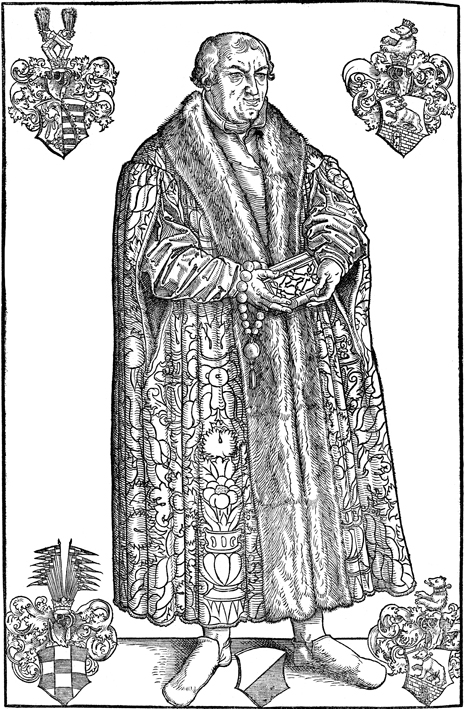
Georg III. von Anhalt-Dessau (1555)

Georg III. von Anhalt-Plötzkau, genannt „der Gottselige“, (* 15. August 1507 in Dessau; † 17. Oktober 1553 ebenda) war zunächst Mitregent im Fürstentum Anhalt-Dessau und nach der Landesteilung Fürst von Anhalt-Plötzkau sowie Priester und später treibende Kraft der evangelisch-lutherischen Reformation.

## Leben
Georg entstammt dem Geschlecht der Askanier. Er war ein Sohn von Fürst Ernst von Anhalt (1474–1516) und dessen Gattin Margarethe von Münsterberg (1473–1530). Nach dem Tod seines Vaters 1516 wurde er von seiner frommen Mutter im katholischen Glauben erzogen. Schon mit 11 Jahren wurde er 1518 Kanonikus und Domherr im Bistum Merseburg, dessen Bischof sein Onkel Adolf von Anhalt-Zerbst war. Sein erster Studienaufenthalt an der Universität Leipzig endete schon nach wenigen Monaten Anfang 1519 wegen eines Pestausbruchs in Leipzig. Seine Ausbildung wurde durch den Humanisten Georg Helt geleitet, der sich schon 1519 der lutherischen Reformation zugewandte. 
1524 wurde der 17-jährige Georg in Merseburg zum Subdiakon und 1526 zum Priester geweiht. Kurz darauf ernannte ihn Erzbischof Albrecht von Magdeburg, ein Cousin seiner Mutter, zum Dompropst in Magdeburg. Hier bekämpfte er die ersten Anfänge der Reformation als enger Berater des Erzbischofs. Während Anhalt-Köthen schon 1525 und Anhalt-Bernburg 1526 die Reformation eingeführt hatten, blieb Dessau unter der Regentschaft von Georgs Mutter, der Fürstinwitwe Margarete, weiterhin streng katholisch. Noch 1525 folgten die schärfsten Gegner der Reformation ihrer Einladung und versammelten sich in ihrem Schloss zum Dessauer Bund. Georg nahm derweil ab 1528 sein Studium des kanonischen Rechts in Leipzig wieder auf. 
Aufgrund der komplizierten anhaltinischen Erbfolge wurde er nach dem Tod seiner Mutter 1530 gemeinsam mit seinen beiden Brüdern Johann IV. und Joachim regierender Fürst von Anhalt-Dessau. Unter der Regierung der Brüder öffnete sich auch Anhalt-Dessau der Reformation. Mit Luther und Melanchthon im benachbarten Wittenberg war Georg schon länger in persönlicher Freundschaft verbunden. Luther schätzte seine unkomplizierte Art besonders und äußerte den Wunsch, „so fromm und unschuldig wie Georg zu sein.“ Auch Georgs einstiger Lehrer Georg Helt blieb lebenslang sein Berater und Freund. 1533 trat Georg III. durch den Empfang des Abendmahls in beiderlei Gestalt offiziell zum Luthertum über. 1534 führte er zusammen mit seinen Brüdern in Anhalt-Dessau als letztem der anhaltischen Fürstentümer die Reformation ein. Auch an der Einführung der Reformation in Brandenburg war er 1539 aktiv beteiligt. Außerdem unterstützte er den jungen Herzog und Kurfürst Moritz im albertinischen Sachsen bei der Einführung der Reformation und der Kirchengesetzgebung. 1541 vertrat Georg sein Land beim Regensburger Religionsgespräch.
1544 teilten die Brüder 1546 das Land. Georg erhielt dabei Anhalt-Plötzkau. Als August von Sachsen 1544 im bis dahin katholischen Bistum Merseburg die Reformation einführte, übernahm Georg als Koadjutor die Ämter des bisherigen Bischofs und wurde 1545 im Merseburger Dom von Martin Luther kurz vor dessen Tod noch persönlich ordiniert. Georg war damit der einzige deutsche Fürst, der nach der Reformation offiziell das Amt eines lutherischen Geistlichen bekleidete. Durch die Niederlage der Evangelischen im Schmalkaldischen Krieg wurde Merseburg auf kurze Zeit erneut katholisch. Georg wurde 1549 mit der Meissener Dompropstei abgefunden.
1551 starb Georgs Bruder Johann, und Joachim und Georg übernahmen gemeinsam die Vormundschaft über dessen minderjährige Söhne. 1552 zog Georg sich aus gesundheitlichen Gründen auf sein Schloss Warmsdorf zurück. Er verstarb unverheiratet am 17. Oktober 1553 auf dem Dessauer Schloss und wurde zwei Tage darauf in Anwesenheit Melanchthons in der Dessauer Marienkirche beigesetzt. Anhalt-Plötzkau fiel dadurch an seinen Bruder Joachim und seine Neffen. Seine kostbare Büchersammlung ist erhalten und bildet heute als „Georgsbibliothek“ einen Teil der Anhaltischen Landesbücherei Dessau.
Die Evangelische Landeskirche Anhalts beging den 500. Geburtstag des Dessauer Reformators Georg III. am 15. August 2007 mit einer Ausstellung und Konferenz.

## Werke (Auswahl)
- Auslegung des 16. Psalms. Leipzig 1553
- Predigten und andere Schriften. Zerbst 1555 u.ö.
- Von dem Hochwürdigen H. Abendmahl. Zerbst 1650
- Harmonia Publica Doctrinae Christianae, das ist: Zusammenstimmung der Christlichen Lehre. Wittenberg 1677